# Tavený sýr
Tavený sýr je mléčný výrobek. Jde o sýr, který prošel tepelnou úpravou za přídavku tavicích solí. Oproti ostatním sýrům mají delší trvanlivost a mohou se skladovat při vyšších teplotách.
Lze je namazat na pečivo či se přidávají do jiných pokrmů (plněné papriky, sýrová omáčka).

## Historie
Začaly se vyrábět na konci 19. století. Výrobci chtěli zajistit delší trvanlivost zrajících sýrů, aby šly transportovat na delší vzdálenosti bez nutnosti je chladit. Zpočátku se do sýrů přidávaly soli kyseliny citronové, později se začaly dodávat polyfosfáty (E 452), které umožnily jejich roztíratelnost. Pro jejich skladovatelnost a výživovou hodnotu je začala používat i armáda.

## Výroba
Vyrábějí se z přírodních sýrů, mléčných tuků a bílkovin a vody. Do ochucených sýrů se přidávají přísady dle očekávané chuti (šunka, různé druhy zeleniny, niva). Dále se přidávají tavicí soli, vzniklá směs se promíchá v tavičkách, jejichž teplota dosahuje až 95 °C. Výrobek je zformován a zabalen nejčastěji do alobalu. Nakonec se vychladí. Formuje se nejčastěji do tvaru hranolu či kvádru.